# Andrea Chénier
Andrea Chénier é uma ópera em quatro atos do compositor verista Umberto Giordano, com um libretto italiano de Luigi Illica. A ópera é baseada na vida do poeta francês André Chénier (1762 - 1794), que foi executado durante a Revolução Francesa.

## Primeira Performance
A primeira performance aconteceu no Teatro alla Scala em Milão no dia 28 de Março de 1896, with Evelina Carrera (soprano), Giuseppe Borgatti (tenor) e Mario Sammarco (barítono).
Outras estréias notáveis incluem:
- Nova Iorque, Academia da Música, 13 de Novembro de 1896.
- Hamburgo, 3 de Fevereiro de 1897, sob a batuta de Gustav Mahler.
- Londres, Teatro Camden, 16 de Abril de 1903.

## Persongem-Título
Andrea Chénier se tornou popular, mas atualmente é menos representada em comparação a primeira parte do século XX. Uma das razões da ópera ser famosa é por causa do repertório musical lírico-dramático para o tenor. Giuseppe Borgatti triunfou com o papel-título na primeira performance.
Fora Borgatti, ouros tenores fizeram história com o papel de Chénier, como os tenores: Francesco Tamagno (que estudou o trabalho com Giordano), Giovanni Zenatello, Giovanni Martinelli, Aureliano Pertile, Francesco Merli, Beniamino Gigli, Giacomo Lauri-Volpi e Antonio Cortis. Enrico Caruso também interpretou Chénier em Londres, em 1907.
Franco Corelli, Richard Tucker e Mario del Monaco foram outros famosos intérpretes do título nas décadas de 1950 e 1960, enquanto José Carreras, Plácido Domingo, Luciano Pavarotti e Ben Heppner fizeram sucesso, em sua época.
A ópera contém quatro árias famosas para o tenor principal, que são: Un di All'auzzuro Spazio; Io non amato ancor; sì fui soltado e come un bel dì di maggio.

## Personagens
| Personagem                                              | Tipo de Voz       | Estréia, 28 de Março de 1896 (Maestro: Rodolfo Ferrari) |
| ------------------------------------------------------- | ----------------- | ------------------------------------------------------- |
| Andrea Chénier, um poeta                                | tenor             | Giuseppe Borgatti                                       |
| Carlo Gérard, um serviçal                               | barítono          | Mario Sammarco                                          |
| Maddalena de Coigny                                     | soprano           | Evelina Carrera                                         |
| Bersi, sua donzela                                      | mezzo-soprano     | Maddalena Ticci                                         |
| La comtesse di Coigny                                   | mezzo-soprano     | Della Rogers                                            |
| Pietro Fléville, um romancista                          | baixo             | Gaetano Roveri                                          |
| The Abbé, um poeta                                      | tenor             | Enrico Giordano                                         |
| The Incredible, um espião                               | tenor             | Enrico Giordano                                         |
| Roucher, um amigo de Chénier                            | baixo ou barítono | Gaetano Roveri                                          |
| Schmidt, -                                              | barítono          | Raffaele Terzi                                          |
| Madelon, uma velha mulher                               | mezzo-soprano     | Della Rogers                                            |
| Fouquier Tinville, um executor público                  | baixo ou barítono | Ettore Brancaleone                                      |
| Master of the Household                                 | baixo             | Raffaele Terzi                                          |
| Damas, cavalheiros, musicos, serviças, soldados - coral |                   |                                                         |

## Sinopse
Nos arredores de Paris, por volta de 1789 e 1794

### Ato I
A ação acontece na vegetação do Castelo di Coigny. A Revolução Francesa está acontecendo na porta do castelo, mas a nobreza continua a ter uma vida feliz. Os serviçais da Condessa se preparam para o baile. Entre eles esta Gérard, que está indignado pelo seu pai, um homem idoso que sofre com os resultados dos anos de trabalho para os aristocrátas. Quando os convidados chegam, um típico coral pastoral, vestido como pastores, canta uma música rústica e o ballet representa uma história de amor rural. Entre os convidados se encontra o popular poeta Andrea Chénier. Quando a condessa se pede para improvissar ele se nega, mas quando sua irmã, Maddalena pede, ele o faz. Maddalena, flertando, sugere o tema amor, mas ele rapidamente canta sobre a miséria, o sofrimento dos pobres e sobre os nobres. Com exceção de Maddalena, todos os convidados se sentem ofendidos pelo ideais sociais e crenças de Chénier. Gérard aparece liderando um grupo de homens e mulheres humildes, que ordenam todos a abandonar o castelo. Ultrajado, Chénier os segue.

### Ato II
Chénier é agora um revolucionário e um homem procurado. Seu amigo Roucher o aconselha a partir e consegue um passaporte. Chénier está apaixonado por Maddalena e se nega a ir sem ela. Casualmente, Maddalena chega, abandonado sua família, com o desejo de se unir a Revolução. Andrea desfruta de sua companhia, até ser interrompido por Gérard, que também ama Maddalena. Duelam com espadas e Gérard sai ferido. Acreditando na sua morte, adverte Chénier sobre a fúria de seus inimigos e pede que salve Maddalena. Quando chegam pessoas uns minutos depois, Gérard lhes diz que não conhece seu atacante.

### Ato III
Gérard está recuperado e preside um tribunal revolucionário. Uma espiã anuncia a detenção de Chénier por atreverse a criticar a crueldade de Robespierre. É uma excelente oportunidade para vingar-se de seu rival e, punindo-o, ele coloca no fatal documento "É um inimigo do seu país?". Vacila por um momento, lembrando que foi um verso de Chénier que despertou seu patriotismo e agora, para satisfazer sua paixão, é capaz de sacrificar um amigo. A luta entre a honra e o desejo se expressa maravilhosamente com a música. Finalmente triunfa o desejo, e Gérard o firma com um gesto de cinismo.
Maddalena, cuja mãe já havia morrido, aparece na cena, se oferecendo para Gérard, para tentar salvar a vida de Chénier. Gérard então liberta Chénier.

### Ato IV
Confinado na tristeza da prisão de San Lazzaro, Chénier espera a sua execução. Passa o tempo escrevendo versos expressando sua fé na verdade e na beleza.
Maddalena entra na prisão. Gérard a leva para ver Chénier. Os apaixonados tem um breve momento antes da última apelação, que falha. Finalmente, Chénier é executado. Incapaz de viver sem seu amado, Maddalena toma o lugar de uma condenada e morre, junto ao seu amor.